# Choe Ok-sil
Choe Ok-sil, född 29 januari 1974, är en nordkoreansk bågskytt. Hon deltog vid olympiska sommarspelen 2000.